# Aleksander Kreek
Aleksander Kreek (ur. 21 lipca 1914 w Lihula, zm. 19 sierpnia 1977 w Toronto) – estoński lekkoatleta, który specjalizował się w pchnięciu kulą. Złoty medalista mistrzostw Europy z 1938 roku. W 1937 i 1939 stawał na podium akademickich mistrzostw świata.

## Osiągnięcia
| Rok  | Impreza                        | Miejsce | Pozycja    | Wynik    |
| ---- | ------------------------------ | ------- | ---------- | -------- |
| 1937 | Akademickie mistrzostwa świata | Paryż   | 1. miejsce | 15,17    |
| 1938 | Mistrzostwa Europy             | Paryż   | 1. miejsce | 15,83 CR |
| 1939 | Akademickie mistrzostwa świata | Wiedeń  | 2. miejsce | 16,26    |

## Odznaczenia
- Order Białej Gwiazdy III Klasy – 1938[3]